# Wagnis des Lebens
Wagnis des Lebens ist der Titel eines Buches, das 2022 im Bremer Kellner Verlag erschienen ist. Der Untertitel lautet Eine biografische Suche nach den Spuren der NS-Zeit. Das Buch hat die Literaturwissenschaftlerin Helga Grubitzsch herausgegeben. Die Herausgeberin stellt in einem Vorwort die sieben Autorinnen und deren Intentionen vor.:4–11

## Projekt
Die an dem Projekt zur Biografiearbeit beteiligten acht Autorinnen hatten sich im Zentrum für Kreative Biografiearbeit zusammengefunden, das von Helga Grubitzsch geleitet wird. Zum gesamten Kreis der Autorinnen gehören::238–240
1. Ingeburg Bertzbach (* 1942), Lehrerin für Welt- und Umweltkunde
2. Christiane Goldenstedt (* 1955), promovierte Oberstudienrätin i. R.
3. Helga Grubitzsch (1943), emeritierte Professorin für Allgemeine und Vergleichende Literaturwissenschaft, Universität Bremen und Universität Paderborn
4. Michaela Hauser, Psychotherapeutin und Clown
5. Brita Heitmann (* 1945), Lehrerin für Chemie
6. Katja Reiche (* 1969), Designerin
7. Angelika Tolle-Herlyn (* 1948), Lehrerin
8. Gisela von Olshausen (* 1949), Lehrerin

In dem Buch sind biografische und autobiografische Texte, wissenschaftliche Studien sowie Gedichte veröffentlicht, in denen die Nachwirkungen des Ersten Weltkrieges, der Zeit des Nationalismus und des Zweiten Weltkrieges auf einzelne Generationen dargestellt werden.:9–11 Hieraus ergibt sich die Gliederung des Inhaltes in die Kapitel Großmütter, Väter, Kinder und Enkel. Ein zusätzliches Kapitel behandelt das Thema Emigration und Widerstand.:3

## Inhalte
Katja Reiche blickt auf das Leben ihrer Großmutter Ella Reiche (1906–2008) und auf das Leben ihres Großvaters Richard Reiche. Die Großeltern hatten am 5. August 1943, wenige Tage nach den schweren Bombenangriffen auf Hamburg (Operation Gomorrha), geheiratet. Einen breiten Raum nehmen Recherchen zur Soldatenzeit ihres Großvaters im Zweiten Weltkrieg ein. Seit Januar 1945 ist der Soldat verschollen.:14–42
Unter dem Titel Annäherungen beschreibt die Autorin Gisela von Olshausen die Entwicklungen ihres stets schweigsamen Vaters Siegfried K. (1915–1986). Einen Grund für das Schweigen kann die Autorin darin aufzeigen, dass ihr Vater während der NS-Zeit an Tuberkulose erkrankt war und folglich die damals typische Stigmatisierung erfahren musste.:50–108 In diesem Kontext zitiert die Autorin die amerikanische Schriftstellerin Susan Sontag und deren Essay Krankheit als Metapher.:86–90
Mit der väterlichen Kaffeeplantage im tansanischen Mbozi beschäftigt sich die Autorin Angelika Tolle-Herlyn in ihrem Beitrag: Im November 1933 wanderte der dreiundzwanzigjährige Tropenlandwirt Jürgen Tolle in das englische Mandatsgebiet Tanganyika Territory aus, wo er mit Erfolg eine Kaffeeplantage aufbauen und betreiben konnte. Seine berufliche Existenz und die Lebensgrundlage der jungen Familie wurde am 1. September 1939, dem Tag des deutschen Überfalls auf Polen, vernichtet. Alle deutschen Männer kamen in ein englisches Internierungslager nach Dar es Salaam. Trotz vieler vergeblicher Bemühungen wurde die Familie Tolle Ende März 1940 in das nationalsozialistische Deutsche Reich ausgewiesen.
Im Kapitel Kinder und Enkel spürt Brita Heitmann in der Form von Prosagedichten den tragischen Ereignissen in ihrer Familie nach. Und Ingeburg Bertzbach wählt für ihre Analyse ebenfalls die Gedichtform, in der eigene biografische Erlebnisse mit Ereignissen aus der deutschen Zeitgeschichte verknüpft sind. Ein Gedicht hat den Titel Fischerhude – Ort meiner Kindheit und für Cato Bontjes van Beek.
Michaela Hauser – eine Altersangabe wird nicht gemacht – zählt sich selbst zu den sogenannten Kriegsenkelkindern. Von der Autorin stammen sechs Prosagedichte, die jeweils den einzelnen Generationen zugeordnet sind.:3
In dem abschließenden Kapitel Emigration und Widerstand veröffentlicht Christiane Goldenstedt – sie wurde 2006 an der Carl von Ossietzky Universität Oldenburg über das Thema Les femmes dans la Résistance promoviert:238 – zwei Studien: Die erste Studie trägt den Titel Letzte Zuflucht Palästina – Margarete Turnowsky-Pinner und Ernst Pinner. In der zweiten Studie befasst sich Goldenstedt mit Hélène Viannay, die in Frankreich zu den Frauen in der Résistance gehörte. Nach dem Zweiten Weltkrieg gründete das Ehepaar Viannay im Jahr 1947 die Segelschule Les Glénans.

## Zitat
„Es ist Scham und es ist Enttäuschung, was diese Menschen nach dem Krieg verstummen lässt: Denn vor allem ist es Schweigen, was diese Menschen prägt.“

## Bibliografie
- Helga Grubitzsch (Hrsg.): Wagnis des Lebens. Eine biografische Suche nach den Spuren der NS-Zeit. Kellner Verlag, Bremen 2022, ISBN 978-3-95651-331-2.[12]
- Florence Hervé: Helga Grubitzsch (Hrsg.): Wagnis des Lebens. Eine biografische Suche nach den Spuren der NS-Zeit. Kellner Verlag, Bremen 2022. In: Wir Frauen. Das feministische Blatt. 3/2022, S. 33. ISSN 0178-6083. (Rezension).
- Jan-Paul Koopmann: Helga Grubitzsch: "Ich glaube nicht so sehr an Fakten." Das Buch "Wagnis des Lebens" folgt Spuren der NS-Zeit in Biografien. In: TAZ. 25. April 2022. (taz.de)